# Megalosphecia callosoma
Megalosphecia callosoma is een vlinder uit de familie wespvlinders (Sesiidae), onderfamilie Sesiinae.
Megalosphecia callosoma is voor het eerst wetenschappelijk beschreven door Hampson in 1919. De soort komt voor in het Afrotropisch gebied.